# Pleurodema diplolister
Pleurodema diplolistris là một loài ếch thuộc họ Leptodactylidae.
Đây là loài đặc hữu của Brasil.
Môi trường sống tự nhiên của chúng là xavan khô, xavan ẩm, vùng cây bụi khô khu vực nhiệt đới hoặc cận nhiệt đới, đồng cỏ khô nhiệt đới hoặc cận nhiệt đới vùng đất thấp, đầm nước ngọt có nước theo mùa, vùng bờ biển cát, và vùng đồng cỏ.
Chúng hiện đang bị đe dọa vì mất môi trường sống.